# Pleea tenuifolia
Pleea tenuifolia là một loài thực vật có hoa trong họ Tofieldiaceae. Loài này được Michx. miêu tả khoa học đầu tiên năm 1803.